# Jean-Baptiste Viguier
Jean-Baptiste Viguier est un homme politique français né et décédé à une date inconnue.
Avocat à Toulouse, il est député du tiers état aux États généraux de 1789 pour la sénéchaussée de Toulouse. Adjoint du doyen, il prête le serment du jeu de Paume. Il fut membre du comité des recherches et du comité d'aliénation.

## Sources
- « Jean-Baptiste Viguier », dans Adolphe Robert et Gaston Cougny, Dictionnaire des parlementaires français, Edgar Bourloton, 1889-1891 [détail de l’édition]
- Ressource relative à la vie publique :   - Base Sycomore